# Cantone di Ennezat
Il Cantone di Ennezat era una divisione amministrativa dell'arrondissement di Riom.
È stato soppresso a seguito della riforma complessiva dei cantoni del 2014, che è entrata in vigore con le elezioni dipartimentali del 2015.
Comprendeva i comuni di
- Chappes
- Chavaroux
- Clerlande
- Ennezat
- Entraigues
- Martres-sur-Morge
- Saint-Beauzire
- Saint-Ignat
- Saint-Laure
- Surat
- Varennes-sur-Morge